# وبراوات فأرية
الوبراوات الفأرية (الاسم العلمي:†Myohyracinae) هي أسرة منقرضة من الثدييات تتبع فصيلة زبابات الفيل من رتبة زبابيات الفيل.

## أجناس الوبراوات الفأرية
- †الوبر الفأري